# Technorama

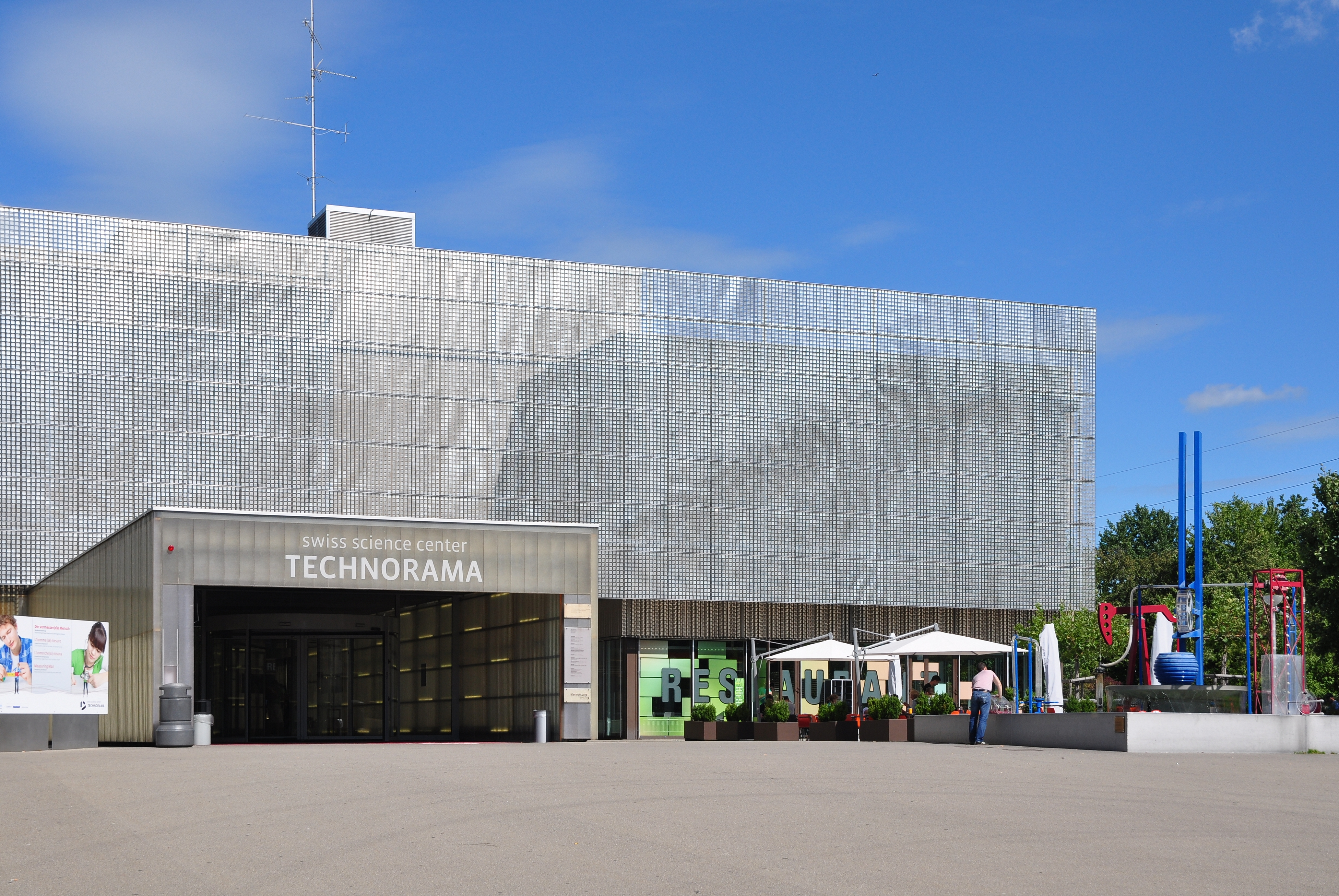
Технорама

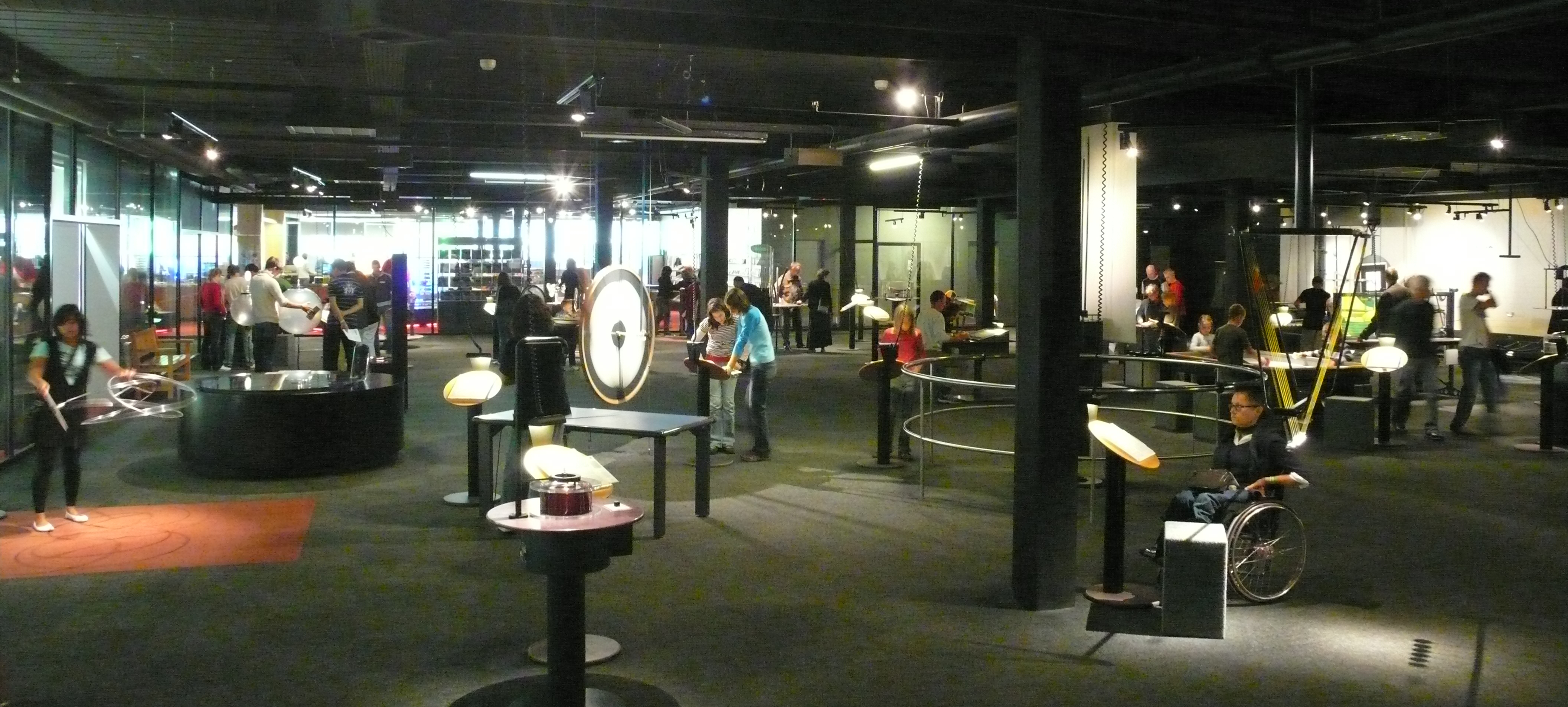
2007 рік

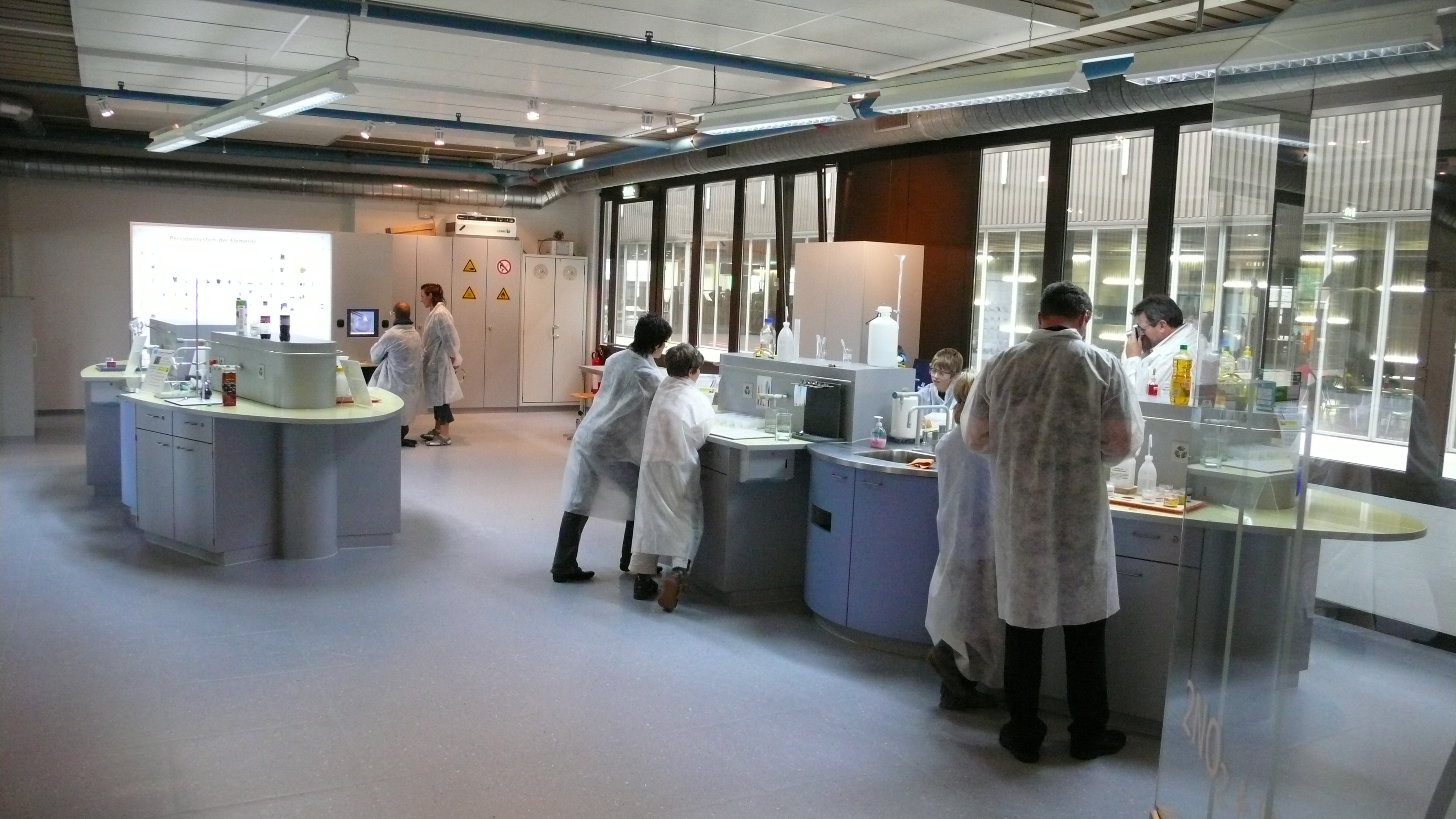
Лабораторія хімії

Швейца́рський науко́вий центр Technorama — науковий центр та експлораторіум у Вінтертурі (кантон Цюрих, Швейцарія). На виставковій площі розміром у 6500 м² знаходяться понад 500 експериментальних станцій, за допомогою яких легко можна самостійно відтворити різноманітні фізичні явища.

## Опис
Технорама є технічним музеєм із можливістю самостійного дослідження фізичних процесів та явищ. Музей розподілений на різні сектори, наприклад, експозиція, присвячена магнетизму. Шість лабораторій із фізики, біології та хімії проводять майстер-класи для відвідувачів. Щодня демонструються дії електричних явищ і явищ газу. Інколи проводяться особливі виставки, окремі експонати з яких згодом доповнюють постійні експозиц
Технорама також використовується як найбільший наочний позакласний заклад освіти паралельно зі шкільним процесом. У 2023 році кількість відвідувачів Технорами досягла 364 286 осіб, зокрема 64 596 учнів (Technorama). Серед нових цікавих пропозицій – лабораторія Tinkering, де відвідувачі можуть творчо реалізовувати свої ідеї, створюючи різні пристрої та роботи (Technorama). Також була відкрита виставка «Атоми бачити», де можна побачити «невидимі» атоми завдяки інноваційному експонату, створеному у співпраці з ETH Zürich (Technorama).

## Історія
У 1947 році було засновано Асоціацію розвитку і сприяння відкриттю Швейцарського технічного музею. У 1969 році був створений Фонд Technorama для відкриття виставки, у якій фізичні явища та механізми можна було спостерігати у форматі шоу. У 1982 році така виставка була відкрита під виглядом звичайної музейної експозиції. У 1990 році експозиція почала перетворюватися на вільний простір для експериментів, де за допомогою механізмів кожен відвідувач міг самостійно відтворити певні фізичні явища. У 2000 році перетворення виставки було завершене.
Technorama є одним із еталонних центрів цікавої науки, її фахівці активно співпрацюють з експлораторіумами по всьому світу. У 2018 році планується відкриття центру «Світ науки» в Лахта-центрі (Санкт-Петербург, Росія), де, між іншим, буде застосований досвід Technorama.
У 2023 році Technorama відвідали 364'286 осіб, серед яких 64'596 учнів. Це стало новим рекордом відвідуваності. У 2023 році було відкрито нову лабораторію Tinkering, де відвідувачі можуть експериментувати з будівництвом різних конструкцій і програмуванням роботів. Також у 2023 році було відкрито виставковий простір «Атоми бачити», який дозволяє відвідувачам побачити «невидимі» атоми за допомогою інноваційного експонату, створеного у співпраці з ETH Zurich. Літній парк «Technorama Draussen» став популярним місцем для відвідувачів завдяки великим експонатам на тему вітру та води, а також чудовому виду з «Wunderbrücke». У 2023 році була оновлена виставка «Електрика і магніти», де відвідувачі можуть створювати тривимірні світлові кола, спостерігати за електромагнітними явищами і брати участь у нових інтерактивних експериментах.
Проект «TECHNORAMA 2050» планує масштабну модернізацію і розширення Technorama, що включає підвищення енергоефективності, поліпшення якості перебування відвідувачів та оновлення технічної інфраструктури. Це дозволить Technorama залишатися провідним центром для вивчення природничих наук і техніки до 2050 року і далі.